# Aloe procera
Aloe procera ist eine Pflanzenart der Gattung der Aloen in der Unterfamilie der Affodillgewächse (Asphodeloideae). Das Artepitheton procera stammt aus dem Lateinischen, bedeutet ‚groß‘ und verweist auf den großen Blütenstand.

## Beschreibung

### Vegetative Merkmale
Aloe procera wächst stammlos oder kurz stammbildend und ist einfach. Der aufrechte Stamm erreicht eine Länge von bis zu 25 Zentimeter. Die etwa 20 eiförmig verschmälerten Laubblätter bilden eine dichte Rosette. Die Spitzen der Blätter vertrocknen rasch. Die hellgrüne, undeutlich linierte Blattspreite ist bis zu 55 Zentimeter lang und 8 bis 9,5 Zentimeter breit. Die orangebraun gespitzten Zähne am schmalen, knorpeligen, hellgelben Blattrand sind 1,5 bis 3,5 Millimeter lang und stehen 10 bis 18 Millimeter voneinander entfernt.

### Blütenstände und Blüten
Der Blütenstand weist neun bis zwölf Zweige auf und erreicht eine Länge von 220 bis 275 Zentimeter. Die unteren Zweige sind nochmals verzweigt. Die lockeren Trauben sind 25 bis 40 Zentimeter lang und bestehen aus einseitswendigen Blüten. Die deltaförmig verschmälerten, bräunlichen Brakteen weisen eine Länge von 5 bis 6 Millimeter auf und sind etwa 4 Millimeter breit. Die trüb rötlichpurpurfarbenen Blüten stehen an 1,5 bis 5 Millimeter langen Blütenstielen. Sie sind 28 bis 33 Millimeter lang und an ihrer Basis gerundet oder gestutzt. Oberhalb des Fruchtknotens sind die Blüten nicht oder leicht verengt. Ihre äußeren Perigonblätter sind auf einer Länge von 9 bis 11 Millimetern nicht miteinander verwachsen. Die Staubblätter ragen kurz und der Griffel ragt bis zu 6 Millimeter aus der Blüte heraus.

## Systematik und Verbreitung
Aloe procera ist in Angola in hohem Gras in laubabwerfendem Waldland an steilen Hügelhängen in Höhen von etwa 1230 Metern verbreitet. Die Art ist nur vom Typusfundort bekannt.
Die Erstbeschreibung durch Leslie Charles Leach wurde 1974 veröffentlicht.

## Nachweise